# August Niebour
August Karl Adalbert Niebour (* 29. Januar 1821 in Gut Mansholt bei Wiefelstede; † 15. September 1891 in Oldenburg) war Jurist und Mitglied des Deutschen Reichstags.

## Leben
Niebour war der Sohn des Hofrats und Steuerdirektors Johann Conrad Niebour (1786–1849) und dessen Ehefrau Christiane Ernestine Wilhelmine geb. Heyn (1792–1873). Er hatte neun Geschwister, unter anderem war der Berufsoffizier und Politiker Wilhelm Niebour (1813–1895) sein Bruder. Die Familie lebte auf dem Gut Mansholt bei Wiefelstede, dass der Vater nebenberuflich bewirtschaftete.
Niebour wurde zunächst durch Hauslehrer unterrichtet und besuchte von 1830 bis 1837 das Alte Gymnasium in Oldenburg. Im Alter von 16 Jahren fing er bereits an, Rechtswissenschaften in Bonn und Jena zu studieren. 1840 und 1846 absolvierte er beide Staatsprüfungen. Als Rechtsanwalt war er zuerst in Neuenburg (Friesland) und dann in Varel tätig.
Mit der Deutschen Revolution 1848 fing Niebour an, sich politisch zu betätigen und veröffentlichte eine Schrift über die Einführung von Geschworenengerichten, einer der populären Forderungen der Volksbewegung. Zusammen mit seinem Bruder Wilhelm wurde er 1849 Mitglied des Oldenburgischen Landtags, beide vertraten linksliberale Positionen. Gemeinsam mit dem mit ihm verschwägerten Dagobert Böckel trat Niebour dem Bündnisvertrag mit dem reaktionären Preußen entgegen. 1852 war er für zwei Jahre nicht im Parlament vertreten. Nach seiner Rückkehr war Niebour von 1858 bis 1861 dessen Präsident. Im Konflikt mit der Landesregierung legte er am 17. April 1861 das Amt des Landtagspräsidenten und wenig später auch sein Landtagsmandat nieder.
Zwischen 1860 und 1862 war er Stadtrat in Varel und von 1862 bis 1870 stellvertretender Bürgermeister. Weiter engagierte er sich im Vareler Schleswig-Holstein-Verein und im Arbeiter-Bildungs-Verein. Nach der Gründung des Norddeutschen Bundes, schloss sich Niebour, der eigentlich die Großdeutsche Lösung befürwortet hatte, der linksliberalen Fortschrittspartei an und gehörte im Sommer 1870 zu den Gründungsmitgliedern des zentralen Wahlkomitees der Partei für den 2. oldenburgischen Wahlkreis (Jever, Brake, Westerstede, Varel, Elsfleth, Landwürden), zu dessen 1. Vorsitzenden er gewählt wurde. Niebour behielt dieses Amt bis zu seiner Übersiedlung nach Oldenburg im Jahre 1879.
Von Oktober 1884 bis Februar 1885 war er Mitglied des Deutschen Reichstags für den Reichstagswahlkreis Großherzogtum Oldenburg 1 (Oldenburg, Eutin, Birkenfeld) und die Deutsche Fortschrittspartei. Er legte dieses Mandat am 11. Februar 1885 nieder und zog sich aus der Politik zurück.

## Familie
Niebour war seit 1852 verheiratet mit Anne Hermine Adele geb. Wahn (1830–1870), der Tochter des Auktionators Hermann Anton Wahn und der Anna Catharina geb. Kruckenberg. Das Paar hatte vier Kinder, darunter u. a. der spätere Oberlandesgerichtspräsident Eduard Niebour sowie die Oberlehrerin und Schriftstellerin Minna Niebour.